# FC Steaua București în sezonul 2014–15
Sezonul 2014-2015 a marcat al 68-lea an de existență al echipei de fotbal, FCSB și totodată, al 68-lea sezon petrecut în prima divizie din fotbalul românesc, Liga I.

## Echipa

### Prima echipă
| Nr. |          | Poziție | Jucător                         |
| --- | -------- | ------- | ------------------------------- |
| 1   | România  | P       | Florin Niță                     |
| 2   | România  | F       | Cornel Râpă                     |
| 5   | România  | F       | Srdjan Luchin                   |
| 6   | România  | F       | Paul Papp                       |
| 7   | România  | M       | Alexandru Chipciu               |
| 8   | România  | M       | Lucian Filip                    |
| 9   | România  | A       | Gabriel Iancu                   |
| 10  | România  | M       | Cristian Tănase (Căpitan)       |
| 11  | România  | M       | Andrei Prepeliță (Vice-Căpitan) |
| 12  | România  | M       | Nicolae Stanciu                 |
| 13  | România  | F       | Alin Toșca                      |
| 14  | România  | F       | Iasmin Latovlevici              |
| 16  | Brazilia | F       | Guilherme                       |

| Nr. |               | Poziție | Jucător                                              |
| --- | ------------- | ------- | ---------------------------------------------------- |
| 17  | România       | F       | Florentin Pham-Huy                                   |
| 21  | Țările de Jos | M       | Nicandro Breeveld                                    |
| 24  | Lituania      | P       | Giedrius Arlauskis                                   |
| 25  | România       | A       | Raul Rusescu (împrumutat de la Sevilla)              |
| 26  | România       | M       | Ionuț Neagu                                          |
| 29  | România       | A       | George Țucudean (împrumutat de la Charlton Athletic) |
| 30  | România       | F       | Gabriel Tamaș                                        |
| 33  | Capul Verde   | F       | Fernando Varela (Al Treilea Căpitan)                 |
| 55  | România       | M       | Alexandru Bourceanu (împrumutat de la Trabzonspor)   |
| 77  | România       | M       | Adrian Popa                                          |
| 94  | România       | M       | Rareș Enceanu                                        |
| 97  | România       | M       | Robert Vâlceanu                                      |

### Transferuri

#### Veniri
| N  | P              | Naț.    | Nume                         | Vârsta | EU | Transferat de la                      | Tip                             | Fereastră de transferuri | Valabilitate | Sumă de transfer | Sursă        |
| -- | -------------- | ------- | ---------------------------- | ------ | -- | ------------------------------------- | ------------------------------- | ------------------------ | ------------ | ---------------- | ------------ |
| —  | [[\|Fundas]]   | ROM     | Valeriu Lupu                 | 23     | EU |                                       | Intors dupa Imprumut            | Vara                     | 2015         | —                |              |
| —  | [[\|Mijlocas]] | ROM     | Mihai Onicaș                 | 24     | EU | Târgu Mureș                           | Intors dupa Imprumut            | Vara                     | 2014         | —                |              |
| —  | [[\|Mijlocas]] | ROM     | Cristian Pușcaș              | 20     | EU | Clinceni                              | Intors dupa Imprumut            | Vara                     | 2014         | —                |              |
| —  | [[\|Mijlocas]] | ROM     | Iulian Roșu                  | 20     | EU | Clinceni                              | Intors dupa Imprumut            | Summer                   | Undisclosed  | —                |              |
| 13 | [[\|DF]]       | ROM     | Alin Toșca                   | 22     | EU | Viitorul                              | Transfer                        | Vara                     | 2015         |                  |              |
|    |                |         |                              |        |    |                                       |                                 |                          |              |                  |              |
| 24 | Portar         | LIT     | Giedrius Arlauskis           | 26     | EU | Format:Fb team Rubin Kazan            | Transfer                        | Vara                     | 2015         | Gratis           | SteauaFC.com |
| 17 | [[\|Mijlocas]] | ROM     | Florentin Pham-Huy           | 17     | EU | Juventus București                    | Transfer                        | Vara                     | Undisclosed  | Gratis           | SteauaFC.com |
| 19 | Atacant        | ROM     | Valentin Lemnaru             | 30     | EU | Universitatea Cluj                    | Transfer                        | Vara                     | 2016         | ?                | SteauaFC.com |
| 5  | [[\|DF]]       | ROM     | Srdjan Luchin                | 28     | EU | Botev Plovdiv                         | Transfer                        | Vara                     | 2016         | 300.000          | SteauaFC.com |
| 21 | [[\|Mijlocas]] | NED SUR | Nicandro Breeveld            | 27     | EU | Format:Fb team Pandurii Târgu Jiu     | Transfer                        | Vara                     | Undisclosed  | 300.000          | SteauaFC.com |
| 6  | [[\|Fundas]]   | ROM     | Paul Papp                    | 24     | EU | Chievo                                | Imprumut cu optiune de transfer | Vara                     | 2015         | 500.000          | SteauaFC.com |
| 55 | [[\|Mijlocas]] | ROM     | Alexandru Bourceanu          | 29     | EU | Format:Fb team Trabzonspor            | Imprumut                        | Vara                     | 2015         | =                | SteauaFC.com |
| 25 | [[\|Atacany]]  | ROM     | Raul Rusescu                 | 26     | EU | Sevilla                               | Imprumut cu optiune de transfer | Summer                   | 2015         | Undisclosed      | SteauaFC.com |
| 6  | [[\|DF]]       | ROM     | Paul Papp                    | 25     | EU | Chievo                                | Optiune de transfer activata    | Iarna                    | 2020         | 500.000          | SteauaFC.com |
| 94 | [[\|MF]]       | ROM     | Rareș Enceanu                | 20     | EU | Brașov                                | Transfer                        | Winter                   | 2019         | Undisclosed      | SteauaFC.com |
| 30 | [[\|DF]]       | ROM     | Gabriel Tamaș                | 31     | EU | Format:Fb team Watford                | Free transfer                   | Winter                   | 2017         | Free             | SteauaFC.com |
| 29 | [[\|FW]]       | ROM     | George Țucudean              | 23     | EU | Format:Fb team Charlton Athletic      | Loan with transfer option       | Winter                   | 2016         | Undisclosed      | SteauaFC.com |
| —  | [[\|MF]]       | ROM     | Iulian Roșu                  | 20     | EU | Rapid                                 | Loan return                     | Winter                   | Undisclosed  | —                |              |
| 16 | [[\|DF]]       | POR BRA | Guilherme Sityá              | 24     | EU | Format:Fb team Greuther Fürth         | Free transfer                   | Winter                   | 2020         | Free             | SteauaFC.com |
| —  | [[\|MF]]       | ROM     | Alexandru Aldea (footballer) | 19     | EU | Format:Fb team Fortuna Poiana Câmpina | Loan return                     | Winter                   | 2019         | —                |              |

Sursa: 